# Meta Wolff
Meta Wolff, née le 13 août 1902 à Dudweiler et morte le 6 novembre 1941 à Berlin, était une actrice allemande.

## Biographie
Elle fait partie de la saison 1929-1930 du théâtre d'Halberstadt. Elle épouse, le 3 mai 1930, l'acteur Joachim Gottschalk, l'une des vedettes les plus populaires de la période. Ils ont un fils, Michael, né en février 1933 après l'accession du NSDAP au pouvoir. Dans le cadre de son travail, Joachim Gottschalk présente son épouse aux autorités allemandes. Joseph Goebbels découvre à cette occasion le mariage mixte de cet acteur et ordonne la déportation en camp de concentration de Meta Wolff et de leur fils, et l'incorporation de l'acteur dans la Wehrmacht. Joachim refuse d'être séparé de sa femme et de son fils. Peu avant l'intervention des nazis, le couple se suicide avec son enfant.
Leur histoire est le sujet du film Mariage dans l'ombre, sorti en 1947.